# Erebus seistosticha
Erebus seistosticha là một loài bướm đêm trong họ Erebidae.